# Crochet de Poisson
Pour les articles homonymes, voir Poisson (homonymie) et crochet.
En mécanique hamiltonienne, on définit le crochet de Poisson de deux observables {\displaystyle A} et {\displaystyle B}, c'est-à-dire de deux fonctions sur l'espace des phases d'un système physique, par : 
où les {\displaystyle 2N} variables, dites canoniques, sont  les {\displaystyle N} coordonnées généralisées {\displaystyle \{q_{i}\}_{i=1,...,N}} et les {\displaystyle N} moments conjugués {\displaystyle \{p_{i}\}_{i=1,...,N}}.
C'est un cas particulier de crochet de Lie.
Avant de continuer, soulignons au passage qu'il existe deux conventions de signes au crochet de Poisson.
La définition donnée ci-haut est dans la convention de signe employée par Dirac, Arnold , Goldstein  et de Gosson  pour n'en citer que quelques-uns.
La convention de signe opposée est celle adoptée par Landau et Lifschitz , Souriau , Kirillov , Woodhouse  puis McDuff et Salamon  :
Plus bas, on dira plus simplement que la première convention de signe du crochet de Poisson est celle de Dirac et que la seconde convention de signe est celle de Landau et Lifschitz. Notons que cette nomenclature n'est pas standard et ne vise qu'à enlever l'ambiguïté sur le signe du crochet de Poisson. Quelle convention de signe fut celle de Lagrange ou d'Hamilton par exemple ?

## Propriétés
- Le crochet de Poisson est antisymétrique : {\displaystyle \{A,B\}\ =\ -\ \{B,A\}}
- Le crochet de Poisson apporte une structure d'algèbre à l'ensemble des observables, qui en mécanique classique sont des fonctions sur l'espace des phases :

- Le crochet de Poisson satisfait à l'identité de Jacobi :

Les trois propriétés précédentes font du crochet de Poisson un cas particulier de crochet de Lie.
- Le crochet de Poisson satisfait de plus à l'identité de Leibniz :

- Les variables canoniques sont liées par les relations :{\displaystyle \{q_{j},q_{k}\}\ =0\quad \{q_{j},p_{k}\}\ =\ \delta _{k}^{j}\quad \{p_{j},p_{k}\}\ =0}
- {\displaystyle {\dfrac {\partial }{\partial t}}\{A,B\}\ =\left\{{\dfrac {\partial A}{\partial t}},B\right\}+\left\{A,{\dfrac {\partial B}{\partial t}}\right\}} car les dérivées partielles commutent.

## Équations canoniques
Soit {\displaystyle H(q_{i},p_{i})} le hamiltonien du système considéré.
Les équations canoniques de Hamilton en mécanique classiques sont données par :
{\displaystyle {\begin{aligned}{\dot {q}}_{j}&={\dfrac {\partial H}{\partial p_{j}}}\\{\dot {p}}_{j}&=-{\dfrac {\partial H}{\partial q_{j}}}\\\end{aligned}}}
Dans la convention de signe du crochet de Poisson utilisée par Dirac, ces deux équations se reformulent comme ceci :
{\displaystyle {\begin{aligned}{\dot {q}}_{j}&=\{q_{j},H\}\\{\dot {p}}_{j}&=\{p_{j},H\}\\\end{aligned}}}
Inversement, dans la convention de signe de Landau et Lifschitz, ces deux équations se reformulent plutôt comme ceci :
{\displaystyle {\begin{aligned}{\dot {q}}_{j}&=\{H,q_{j}\}\\{\dot {p}}_{j}&=\{H,p_{j}\}\\\end{aligned}}}
De manière générale, l'évolution temporelle d'un observable autonome {\displaystyle f} sur l'espace des phases par un hamiltonien {\displaystyle H} est dans la convention de signe de Dirac donné par {\displaystyle {\dot {f}}=\{f,H\}} alors qu'il est donné dans la convention de signe de Landau et Lifschitz par {\displaystyle {\dot {f}}=\{H,f\}}.

## Évolution d'une observable quelconque

### Cas général
Soit une observable {\displaystyle A}, c’est-à-dire une fonction sur l'espace des phases dépendant des moments et des coordonnées généralisées et possiblement du temps. Il résulte des relations précédentes que dans la convention de signe de Dirac :
{\displaystyle {\dfrac {\mathrm {d} A}{\mathrm {d} t}}\ =\ {\dfrac {\partial A}{\partial t}}\ +\ \{A,H\}}
où {\displaystyle {\tfrac {\partial A}{\partial t}}} désigne la dérivée partielle de {\displaystyle A} par rapport à une éventuelle dépendance explicite de {\displaystyle A} par rapport au temps.
Inversement, dans la convention de signe de Landau et Lifschitz, cette équation s'écrit :
{\displaystyle {\dfrac {\mathrm {d} A}{\mathrm {d} t}}\ =\ {\dfrac {\partial A}{\partial t}}\ +\ \{H,A\}}

### Cas de l'énergie totale
On obtient pour l'énergie totale du système :
puisque {\displaystyle \{H,H\}=0} par antisymétrie.

### Théorème de Poisson
Si {\displaystyle A} et {\displaystyle B} sont deux « intégrales premières » du système, c'est-à-dire si {\displaystyle {\dfrac {dA}{dt}}={\dfrac {dB}{dt}}=0}, alors {\displaystyle \ \{A,B\}} en est une aussi.
Démonstration :
Dans le cas où {\displaystyle A} et {\displaystyle B} ne dépendent pas explicitement du temps : d'après l'identité de Jacobi, on a {\displaystyle \{A,\{B,H\}\}\ +\ \{B,\{H,A\}\}\ +\ \{H,\{A,B\}\}\ =\ 0}.
Or {\displaystyle {\dfrac {dA}{dt}}=\{A,H\}=0} et {\displaystyle {\dfrac {dB}{dt}}=\ \{B,H\}=0}, donc {\displaystyle \ \{H,\{A,B\}\}=0}.
Comme {\displaystyle \ \{A,B\}} ne dépend pas non plus explicitement du temps, on a {\displaystyle {\dfrac {d\{A,B\}}{dt}}=\{\{A,B\},H\}=0}.
D'où la conclusion pour ce cas.
Dans le cas général : on a {\displaystyle {\dfrac {d}{dt}}\{A,B\}\ =\ {\dfrac {\partial }{\partial t}}\{A,B\}\ +\ \{\{A,B\},H\}}
En utilisant l'identité de Jacobi et l'égalité utilisant les dérivées partielles, on obtient {\displaystyle {\dfrac {d}{dt}}\{A,B\}\ =\left\{{\dfrac {dA}{dt}},B\right\}+\left\{A,{\dfrac {dB}{dt}}\right\}}
La conclusion dans le cas général est alors évidente.

## Quantification canonique
L'intérêt du crochet de Poisson est qu'il permet de passer facilement à la quantification dans le formalisme algébrique de Heisenberg de la mécanique quantique.
Dans la convention de signe du crochet de Poisson selon Dirac, il suffit en général de faire une substitution :
où {\displaystyle [.,.]} désigne le commutateur, pour obtenir les relations de commutation des opérateurs dans le formalisme de Heisenberg à partir des crochets de Poisson des observables classiques.
Inversement, dans la convention de signe du crochet de Poisson de Landau et Lifschitz (et donc celle de plusieurs livres de quantification géométrique dont ceux par exemple de Souriau, de Kirillov puis de Woodhouse) il suffit plutôt de faire cette substitution suivante :
La même stratégie est applicable à la quantification d'un champ classique.